# Міст (гімнастика)

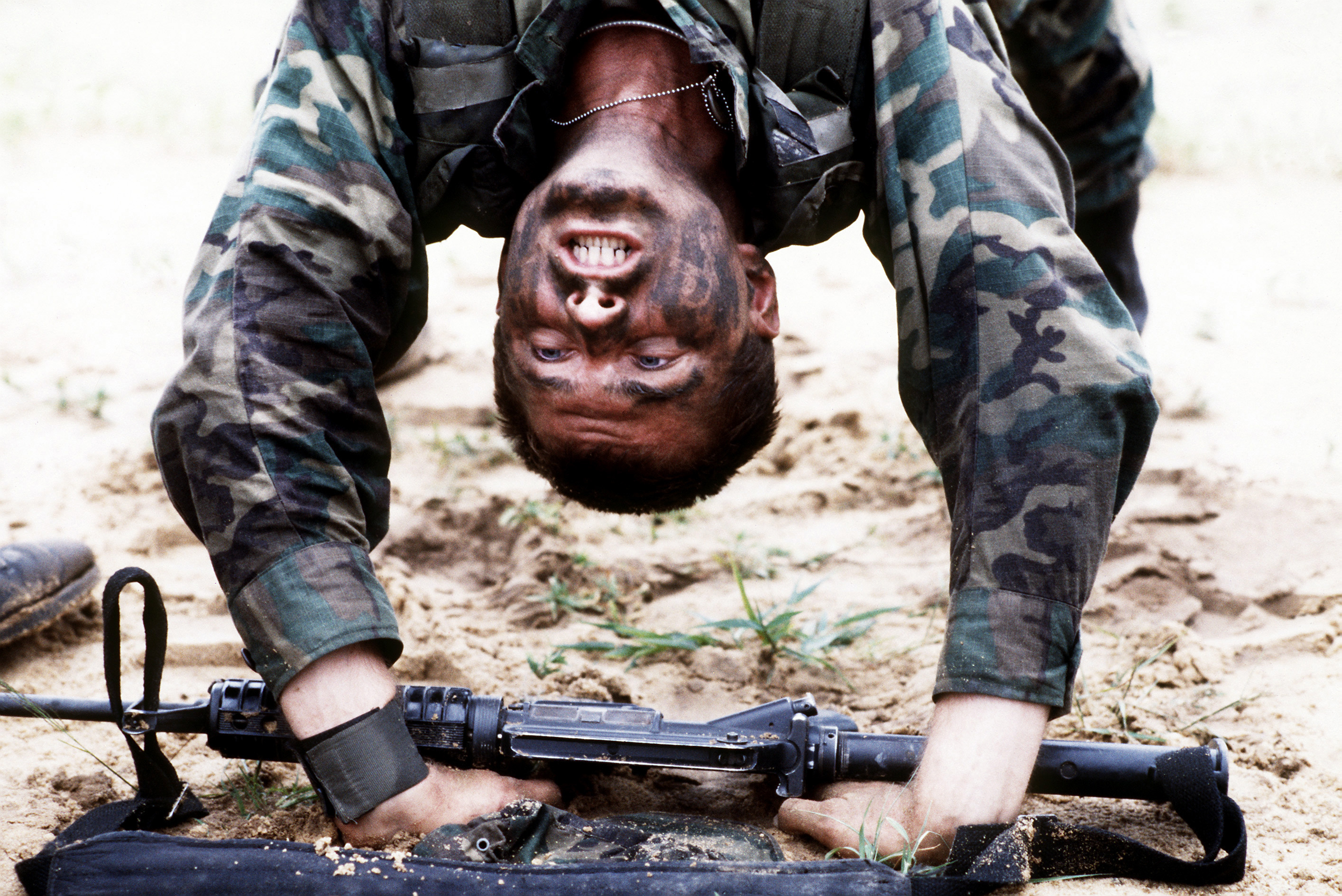
Класичний рівносторонній міст

Міст — витягнуте зігнуте положення тіла, зверненого грудьми вгору що спирається на поверхню ступнями і долонями.

## Міст у різних видах спорту

### Гімнастика
Міст — дугоподібне, максимально вигнуте положення тіла спиною до опори. Розрізняють: міст, міст на одній руці, міст на одній нозі, міст на передпліччях, різнойменний міст, наприклад з опорою лівою ногою і правою рукою, а також інші різновиди.

### Греко-римська боротьба

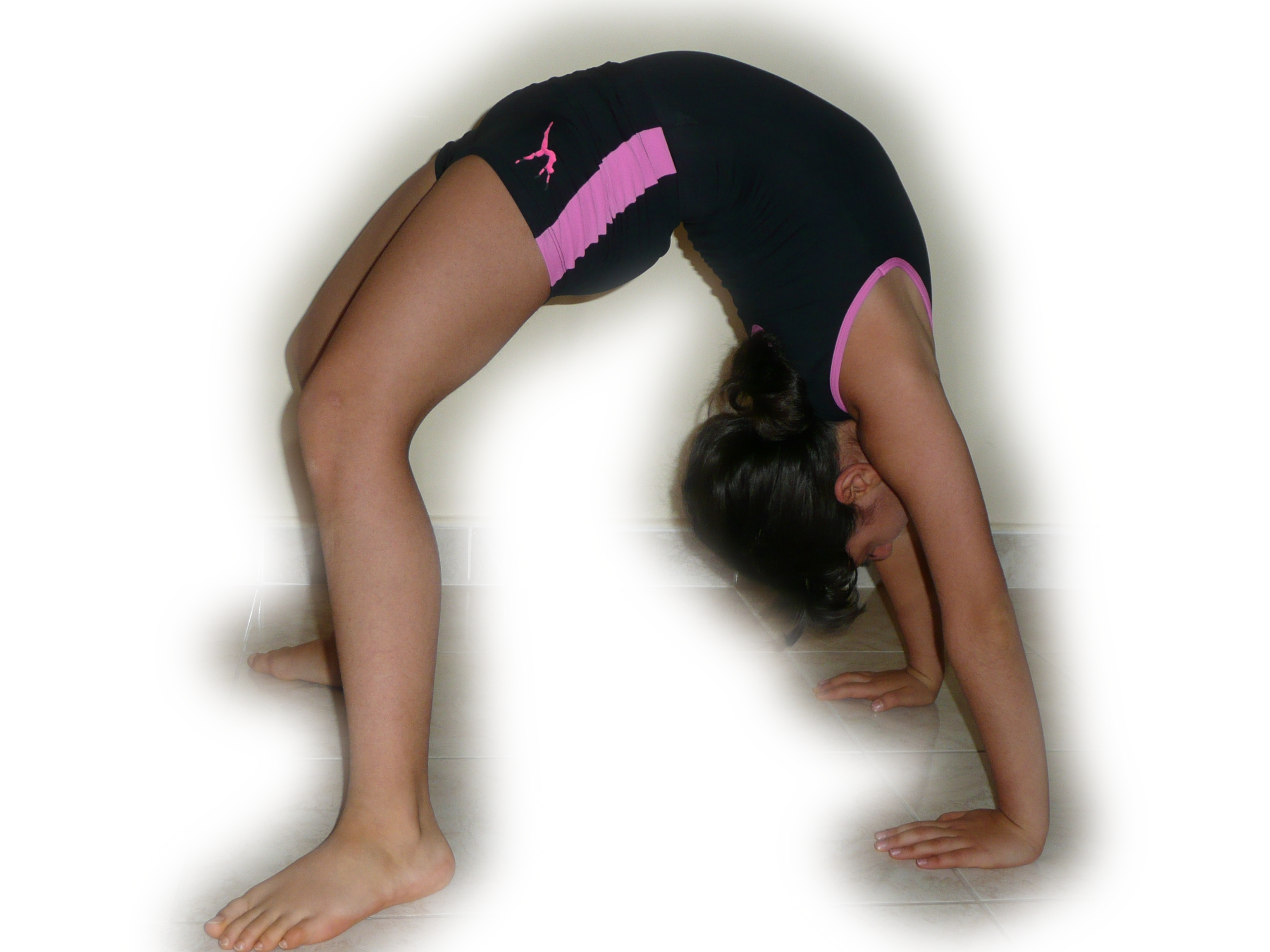
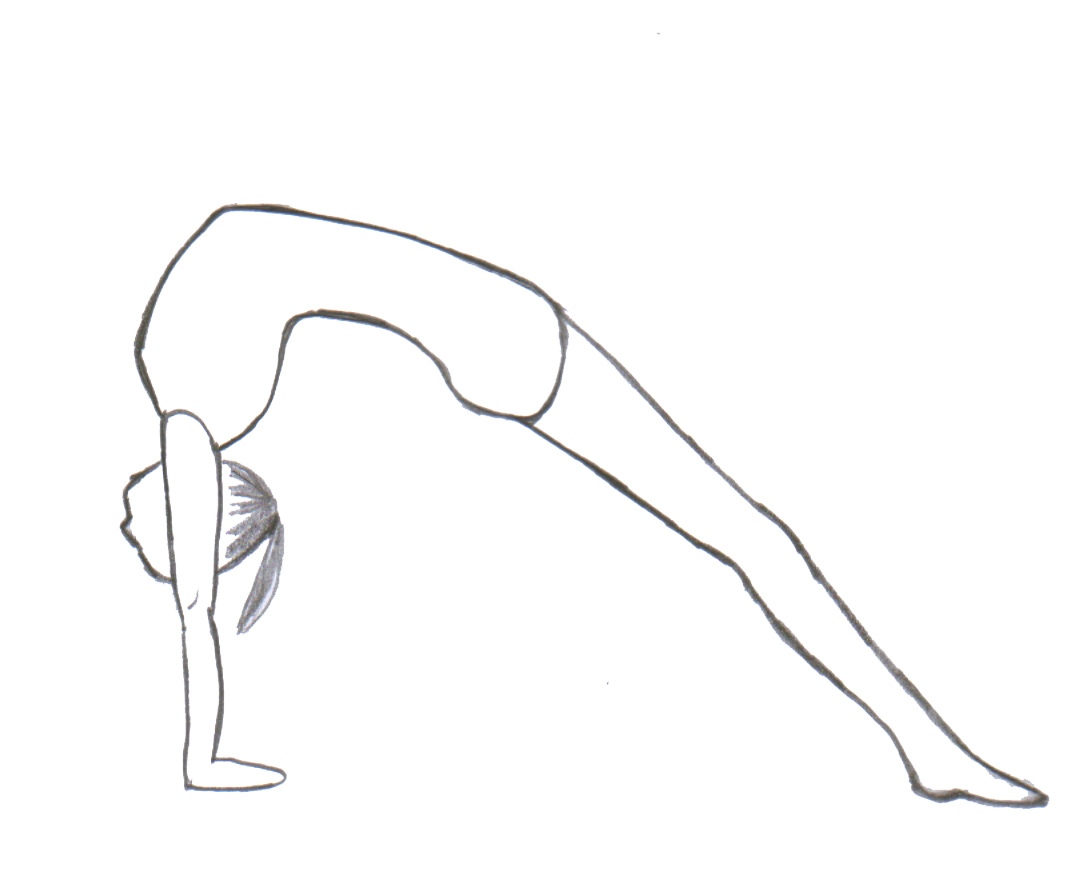

Борцівський міст — утримувати тіло без опори на руки, голова при цьому максимально відведена назад до опори на лоб. У боротьбі міст використовується як прийом захисту.